# Crocidium phaeopterale
Crocidium phaeopterale är en tvåvingeart som beskrevs av Hesse 1938. Crocidium phaeopterale ingår i släktet Crocidium och familjen svävflugor. Inga underarter finns listade i Catalogue of Life.